# Mimi de Vries
Regina Margaretha Wilhelmina de Vries, beter bekend als Mimi de Vries, (Amsterdam, 1 juli 1916 – Bilthoven, 3 augustus 2005) was een Nederlands verzetsstrijdster.
Ze werd geboren binnen het gezin van Abraham Aäron Levie de Vries en Adelheid Emma Wilhelmina Theresia Betje Mendels.
Zij is in 1940 verloofd en getrouwd met Alfred Veerman, eveneens verzetsstrijder. Het echtpaar woonde enige tijd aan de Hemonystraat 7. Zij beiden wilden samen op 9 maart 1941 met zijn neef Robbie Veerman via Scheveningen vluchten naar het Verenigd Koninkrijk, maar werden in de kraag gevat. Ze werden overgebracht naar het Oranjehotel. Zij werd als Jodin op transport gezet naar Kamp Westerbork en van daaruit naar concentratiekamp Theresienstadt. Zij deed zich daarbij voor als verpleegster. Zij was een van de weinige overlevenden, die in 1945 bevrijd werd door de Russen en het kon navertellen. Bijna haar gehele familie werd uitgemoord en zij was ernstig ziek. Desalniettemin overleefde ze en trouwde in 1947 met de huisarts Willem Christiaan Götte (1915-2006) en kreeg nog vier dochters met hem. Mimi de Vries kon zich volgens dochter (later psycholoog) Chaja moeilijk losmaken van de oorlogsverschrikkingen, ze hield haar Joodzijn nog jarenlang geheim.
Mimi de Vries trad zelf nog enige tijd op als therapeute inclusief handlijnkunde.